# Штаєр Петро Федорович
Шта́єр Пе́тро Фе́дорович (24 лютого 1952, Колочава) — український скульптор.

## Біографія
Народився 24 лютого 1952 року в селі Колочава на Закарпатської області. 1974 року закінчив відділ художнього скла Львівського державного інституту прикладного та декоративного мистецтва. Серед викладачів Іван Якунін та Іван Самотос. Працює в галузі станкової та монуметальної скульптури. Брав участь в обласних, зональних, республіканських та всесоюзних виставках. Учасник групової виставки 1985 року. Член Національної спілки художників України.

## Роботи
Станкові
- «Буду міліціонером» (1982, тонований гіпс, 48×30×30).[1]
- «Перше вересня» (1982, склоцемент, 62×37×35).[1]
- «Першокласник» (1982, склопласт, 48×35×37).[3]
- «Портрет відмінника бойової та політичної підготовки рядового Амуніязова» (1982, тонований гіпс, 47×32×34).[1]
- «Студентка» (1982, тонований гіпс, 50×30×25).[1]
- «Господар будівництва» (1983, склоцемент, 95×40×40).[1]
- «Мені тринадцятий минало» (1983, тонований гіпс, 30×46×28).[1]
- Портрет поета Рафаеля Альберті (1983, склоцемент, 70×45×46).[1]
- «Червоний кіннотник» (1983, тонований гіпс, 60×45×30).[1]
- «Зірки газопроводу» (1984, тонований гіпс, 60×60×16).[1]
- «Квітка газопроводу» (1984, тонований гіпс, 50×46×20).[1]
- «На захист» (1984, склоцемент, 80×60×58).[1]
- «Перемога» (1984, бетон, 105×110×80).[1]
- «Прометей Уренгою» (1984, тонований гіпс, 130×80×30).[1]
- «С. А. Ковпак» (1984, склоцемент, 114×49×45).[1]
- «А мирне поле кличе» (1984, тонований гіпс, 45×40×60).[1]
- «В. І. Ленін» (1985, гіпс, 150×110×65).[1]
- «Портрет студента зі Шрі-Ланки Суреша Хенрі ді Сільва» (1985, тонований гіпс, 100×70×30).[1]
- «Перемога» (1985, тонований залізобетон, 110×72×55).[4]
- «Над горами сонце сходить» (1986, тонований гіпс, 56×33×46).[5]

Монументальні
- Пам'ятник жертвам комуністичних злочинів на площі Шашкевича у Львові (1997, архітектор Роман Сивенький).[6]
- Монумент «Вознесіння» в Івано-Франківську (2001, архітектор Роман Сивенький).[7]
- Пам'ятник на могилі Івана Бутрина на Личаківському цвинтарі, поле № 1а (чорний граніт, бронза, між 1993 і 1996).[8]
- Пам'ятник генералу Романові Шухевичу у Краківці (1997, архітектор Володимир Блюсюк). Проект здобув першу премію на конкурсі.[9]
- Пам'ятники Шевченкові в селах Суховоля (1991, архітектор Анатолій Мокровський), Мшана (2008), Заверещиця (2009)[10], Тучне (2010)[11], у містах Яворів (1996, співавтори скульптор Петро Чепель, архітектори Степан Лукашик і Любомир Новосілець)[12], Тлумач (2010, архітектор Михайло Ходан).[13]
- Пам'ятний знак у Верблянах Яворівського району на честь ювілею Різдва Христового (2000).[14]
- Пам'ятний знак у Яворові на честь ювілею Різдва Христового (2000, архітектор Любомир Новосілець).[15]
- Пам'ятник Михайлові Вербицькому в Яворові. Співавтор Петро Чепель.[16]